# 真如寺 (大阪府能勢町)
真如寺（しんにょじ）は、大阪府豊能郡能勢町にある日蓮宗の寺院。山号は無漏山。本尊は十界大曼陀羅。妙見山にあり、また能勢妙見山の本院として知られる。別称として関西身延（かんさいみのぶ）とも呼ばれる。また、大阪府下で唯一日蓮聖人の御真骨を奉安している。

## 歴史
慶長5年（1600年）秋、能勢頼次は京都本満寺の貫首であった寂照院日乾上人を当地に招くと、山や屋敷などあわせて東西五町、南北六町の土地を日乾に永代寄進した。これがそもそもの当寺の始まりであるという。
その後、日乾は日蓮宗総本山である甲斐国身延山久遠寺の第二十一世となるが、退隠後再び当地へ戻ってくると当地に自らの隠居所として覚樹庵を創建し、能勢郡の法華道場として布教活動の拠点とした。
続いて、能勢頼次は大恩人である徳川家康の菩提を弔うためと、さらに能勢氏の祈願所として覚樹庵の境内に真如寺を建立すると、以後は日乾が法務を執った。
この時、日乾は能勢氏の家鎮として古くから祀られていた鎮宅霊符神を法華経の守護神である妙見大菩薩とし、さらに武運長久を願って武具甲冑を身に付け剣を手にした妙見大菩薩の尊像を日乾自ら彫刻し、これを能勢が一望できる為楽山の山頂に祀った。これが能勢妙見山の始まりである。
日乾は身延山に請い、宗祖・日蓮の御真骨の一部を手に入れると当寺に安置した。以来当寺は宗祖棲神の霊場ということだけでなく、風光も身延山を彷彿とさせるものであったために、関西身延と称せられるようになった。
当寺の中興である第八世寂明院日侃上人の代に、徳川家光によって当寺は無本寺跡（本山格の一箇本寺）に昇格している。
妙見山興隆を図った第十五世慈妙院日通上人は、村雲御所瑞龍寺宮の帰依もあって緋御紋章の御袈裟および網代の乗輿が贈られて、能勢妙見山は日蓮宗妙見信仰の中心となった。
1941年（昭和16年）に宗教法人法の改正によって能勢妙見山は当寺の所属とされ、真如寺付嘱境外仏堂能勢妙見山とされ現在に至っている。

## 境内
- 本堂 - 天明年間（1781年 - 1789年）再建。掛けられている扁額「関西身延」は日蓮宗総本山身延山久遠寺第七十四世自厚院日鑑上人による筆[4]。
- 客殿・御真骨堂 - 天明年間（1781年 - 1789年）再建。正面奥は宗祖日蓮大聖人御真骨奉安殿となっており、宗祖の御真骨と霊像柏木の祖師を奉安する。当寺が「関西身延」と呼ばれる由縁はこのためである[4]。
- 行学院日朝上人廟
- 浄行菩薩堂
- 納骨堂
- 金高龍王堂
- 鬼子母尊神堂
- 常富大菩薩堂
- 七面大明神堂 - 末法総鎮守七面大明神を祀る。その本地は法華経提婆品の竜女ともいわれており、古くから女性の信仰を集めている[4]。
- 七面の滝（白糸の滝） - 徳川家康の側室で、徳川頼宣と徳川頼房の母であるお萬の方と身延七面山との縁になぞらえて別名お萬の滝とも呼ばれる[4]。
- 庫裏
- 鐘楼 - 吊るされている梵鐘（大阪府指定有形文化財）は元応元年（1319年）5月10日鋳造。この梵鐘はもともと山城国乙訓郡神足郷（現・京都府長岡京市）にある勝龍寺のものであったが、能勢頼次が大坂夏の陣より凱旋の際、淀川源八堤に捨てられていたのを持ち帰り、当地の布留神社へ奉納し、明治時代になって当寺に納められたもの[2][4]。
- 山門 - 寛政6年（1794年）再建の山門があったが、阪神・淡路大震災を経て老朽化したために新たに再建された[4]。
- 妙見山奥の院 - 真如寺の東方約1kmのところにある[4]。
  - 妙見大菩薩堂
  - 祖師堂
  - 鐘楼 - 吊るされている梵鐘は元和8年（1622年）6月鋳造で、寂照院日乾上人の銘文が刻されている[4]。
  - 庫裡
- 飛び地境内
  - 能勢妙見山 - 妙見山の山頂付近にあり、北極星信仰の聖地として知られる。

## 文化財

### 大阪府指定有形文化財
- 銅鐘
- 能勢家文書 2通 - 鎌倉時代から室町時代の文書群で中世の能勢氏の動向を窺うことができる史料である[2][5]。

### 大阪府指定天然記念物
- 妙見山のぶな林 - 当寺の境外仏堂である能勢妙見山の周囲にある。

## 所在地
- 大阪府豊能郡能勢町地黄606

## アクセス
- 能勢電鉄 妙見口駅下車、乗換 阪急バス「奥の院」バス停より徒歩約10分。※土日祝は運休